# Ineos Grenadier
Der Ineos Grenadier ist ein Geländewagen mit Leiterrahmen, der von Ineos Automotive in der im französischen Département Moselle gelegenen ehemaligen Smartfabrik in Hambach hergestellt wird.

## Geschichte
Nach der Einstellung der Produktion des Land Rover Defender Anfang 2016 beschloss der Gründer und Vorstand von Ineos, Jim Ratcliffe, einen eigenen Geländewagen zu bauen. Dazu wurde die Ineos Automotive Limited gegründet. Ineos entwickelt das Fahrzeug zusammen mit Magna Steyr in Graz, Österreich. Zunächst sollte der Grenadier – benannt nach einem Londoner Pub, in dem die Idee für das Fahrzeug entstanden sein soll – in einem neuen Werk in Wales gebaut werden. Im Dezember 2020 verkündete der Hersteller dann aber, von  Mercedes-Benz das Smart-Werk in Hambach erworben zu haben. Die Produktion von Vorserienmodellen begann Anfang 2022. Seit Mai 2022 kann der Geländewagen bei weltweit rund 200 Vertriebs- und Servicestellen bestellt werden. Die Markteinführung war im Dezember 2022. Der Smart Fortwo wurde noch bis zum Ende des Modellzyklus der dritten Generation im März 2024 von Ineos im Auftrag von Mercedes-Benz in Hambach gefertigt. Das Unternehmen ging 2020 mittelfristig von einer Stückzahl von 25.000 Geländewagen pro Jahr aus.
Auf Basis des Grenadier präsentierte Ineos Automotive im Juli 2023 auf dem Goodwood Festival of Speed den Pick-up Grenadier Quartermaster mit Doppelkabine. Ebenfalls auf dem Grenadier basiert der Ineos Fusilier, der aber etwas kleiner ist und statt reinen Verbrennungsmotoren elektrifizierte Antriebe verwendet. Er wurde im Februar 2024 erstmals vorgestellt.
Im Mai 2024 präsentierte der Hersteller das limitierte Sondermodell 1924. Es entstand in Zusammenarbeit mit dem britischen Bekleidungsunternehmen Belstaff und wurde anlässlich dessen 100-jährigen Jubiläums aufgelegt. 1924 Exemplare sollen entstehen.
Ein weiteres Sondermodell ist der Detour, der im Juli 2024 auf dem Goodwood Festival of Speed vorgestellt wurde. Es sollten 200 Exemplare gebaut werden.

## Ausstattung
Der 4,90 Meter lange, 1,93 Meter breite und 2,04 Meter hohe Geländewagen ist entweder als zwei- oder fünfsitziger Utility Wagon mit Nutzfahrzeugzulassung oder als fünfsitziger Station Wagon mit Pkw-Zulassung erhältlich. Das Fahrzeug hat keine Rundinstrumente, sondern einen kleinen Bildschirm vor dem Lenkrad und einen Touchscreen für das Infotainmentsystem mit zentralem Dreh-Drücksteller. Zudem übernimmt das Fahrzeug den Gangwahlschalter aus dem BMW X3 der Baureihe BMW G01.
Dank Gummimatten, abwischbaren Recaro-Sitzen und Ablassstopfen im Boden lässt sich der Innenraum einfach reinigen, es sind aber auch Teppiche und Lederpolster verfügbar. Die Hecktür ist zweigeteilt. Am breiteren, rechts angeschlagenen Türflügel ist ein Reserverad befestigt. Alle Kunden erhalten Zugriff auf ein Online-Werkstatthandbuch mit einem 3D-Teilekatalog, das Eigenreparaturen erleichtern soll.
Der Wagen hat 26,4 Zentimeter Bodenfreiheit und eine maximale Wattiefe von 80 Zentimetern. Wegen der kurzen Überhänge betragen die Böschungswinkel über 35 Grad.

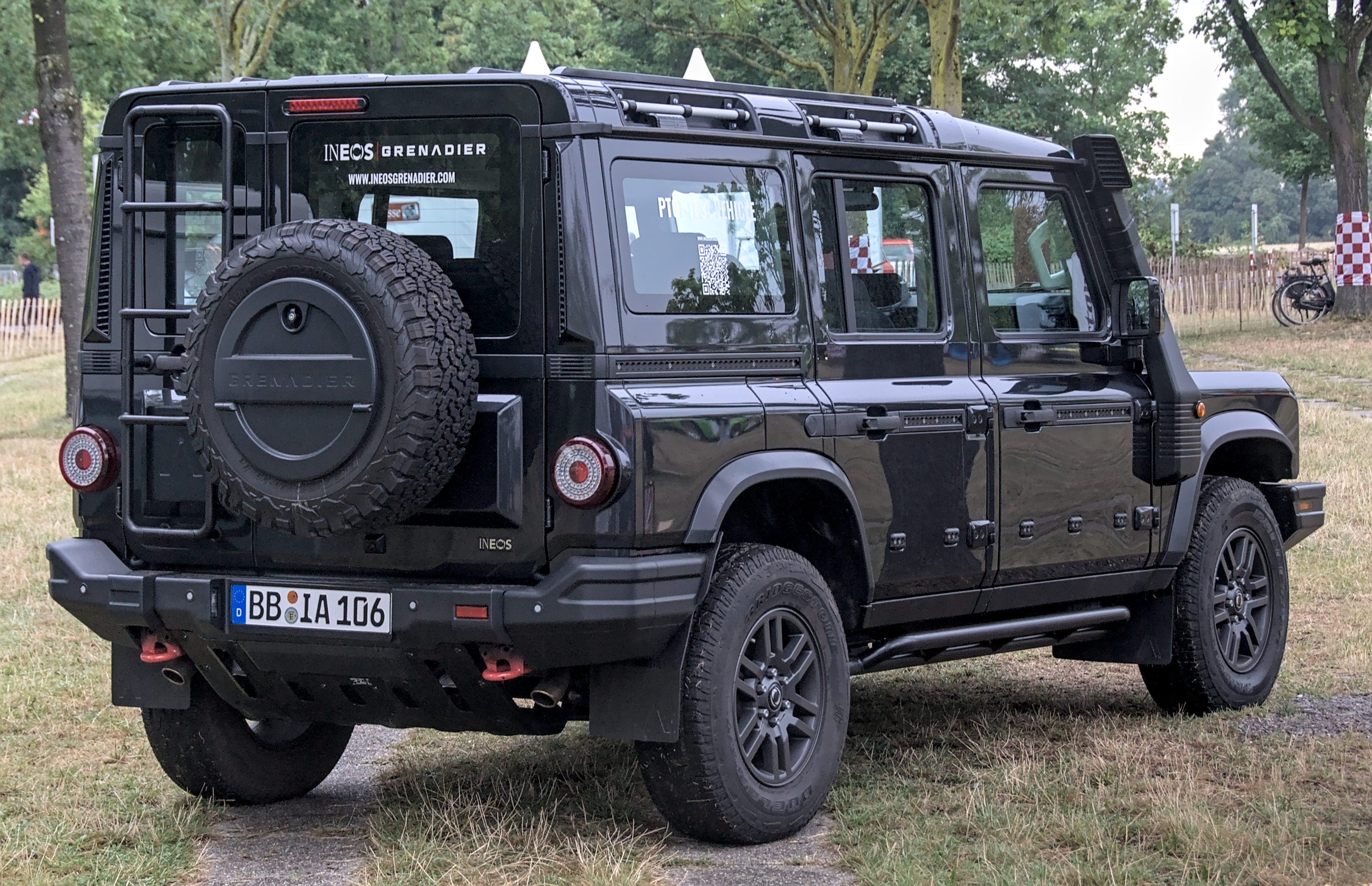
Heckansicht
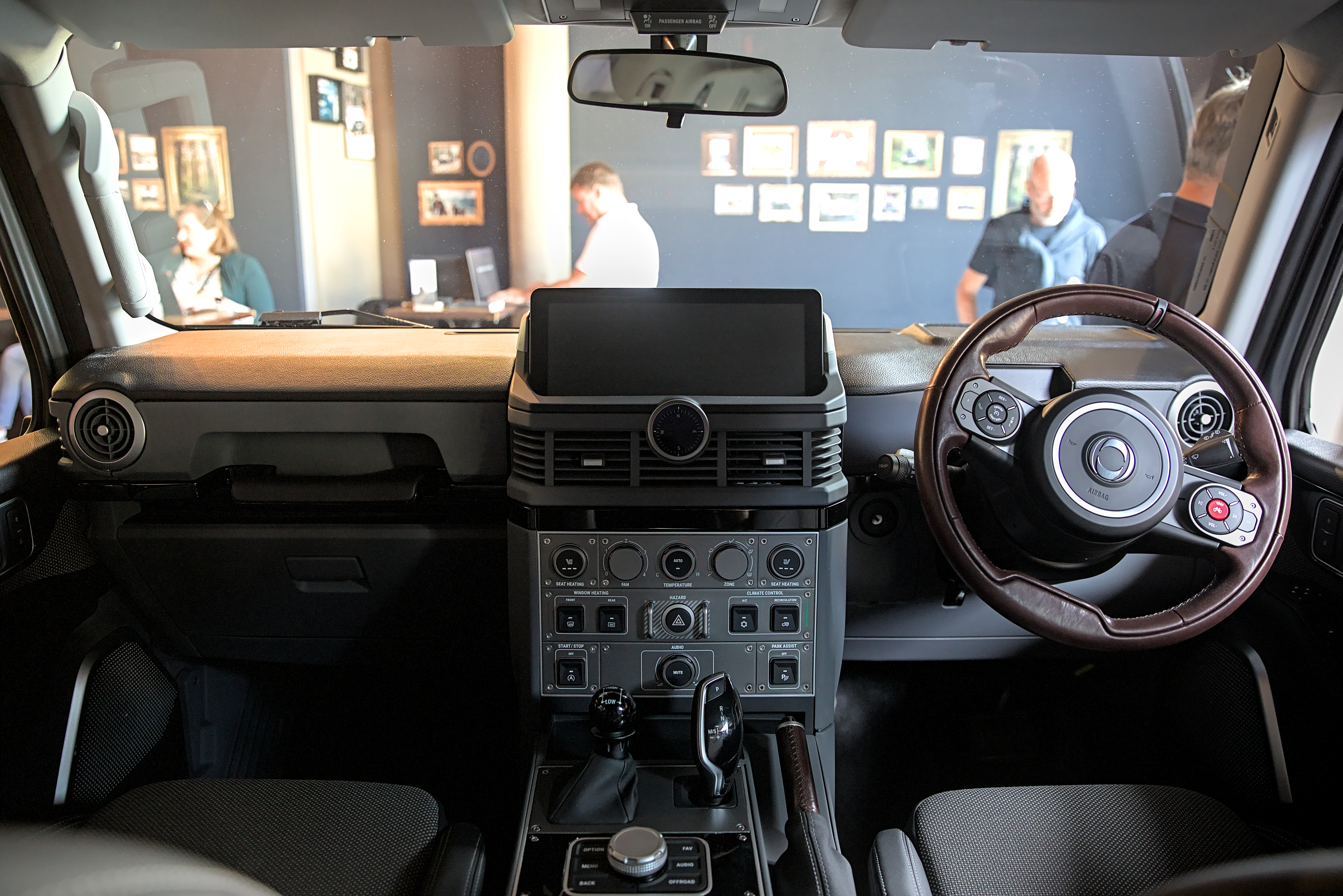
Cockpit
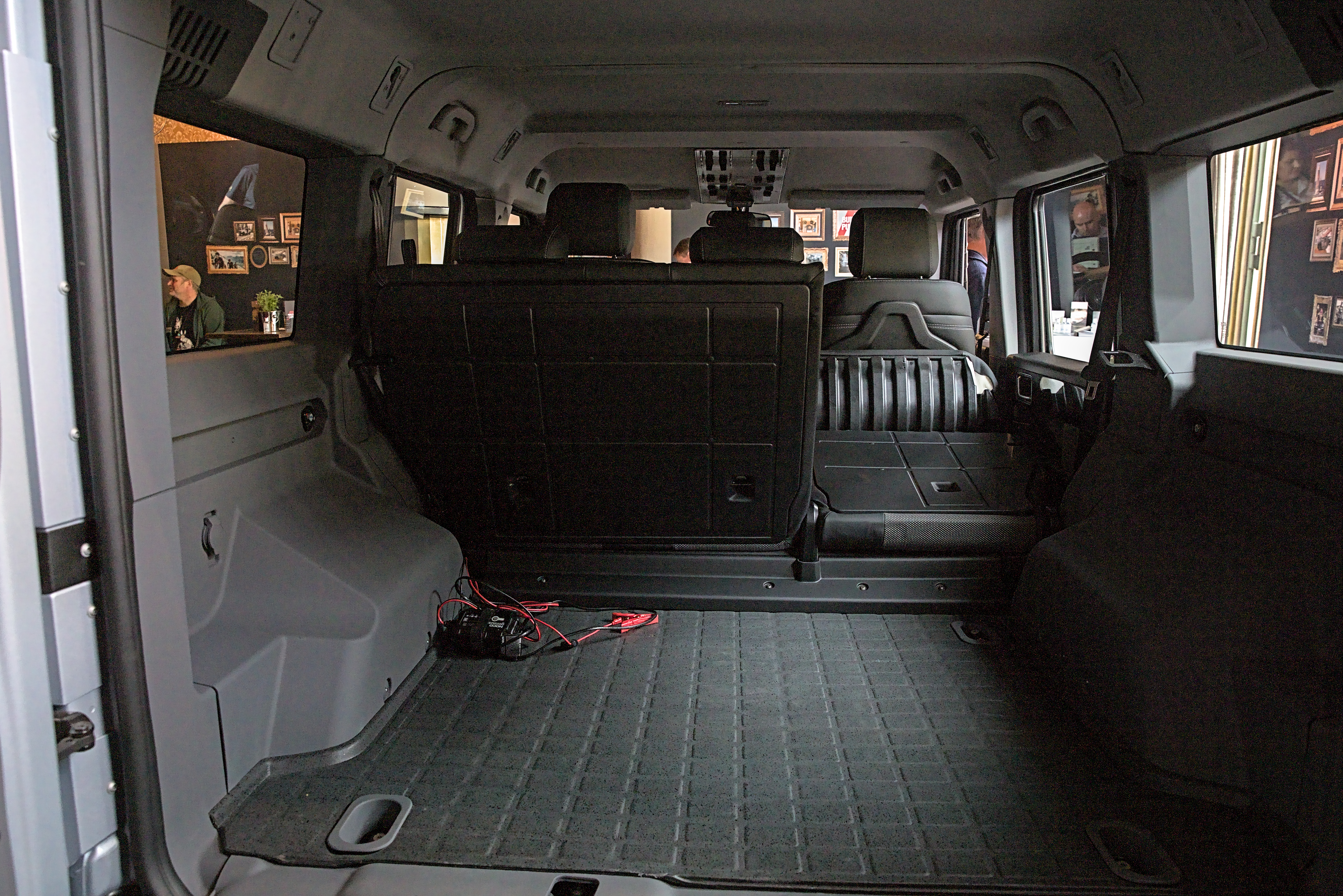
Kofferraum

## Technik
Als Antrieb steht für den Grenadier entweder ein Ottomotor mit 210 kW (286 PS) oder ein Dieselmotor mit 183 kW (249 PS) zur Verfügung. Beide sind turbogeladene Reihensechszylindermotoren von BMW mit drei Liter Hubraum. Die 8-Gang-Wandlerautomatik stammt von ZF. Sowohl vorne als auch hinten sind Starrachsen von Carraro eingebaut. Alle Grenadier haben permanenten Allradantrieb, sowie ein mechanisch schaltbares Untersetzungsgetriebe. Im Juli 2023 präsentierte Ineos den Geländewagen auch mit einem Brennstoffzellenantrieb von BMW.

### Technische Daten
|                                                   | Benzin                          | Diesel                          |
| Bauzeitraum                                       | seit 10/2022                    | seit 10/2022                    |
| Motorkenndaten                                    |                                 |                                 |
| Motortyp                                          | R6-Ottomotor                    | R6-Dieselmotor                  |
| Motorbezeichnung                                  | BMW B58                         | BMW B57                         |
| Gemischaufbereitung                               | Benzindirekteinspritzung        | Common-Rail-Direkteinspritzung  |
| Motoraufladung                                    | Turbolader                      | Twin-Scroll-Lader               |
| Hubraum                                           | 2998 cm³                        | 2993 cm³                        |
| max. Leistung bei min−1                           | 210 kW (286 PS) / 4750          | 183 kW (249 PS) / 3250–4200     |
| max. Drehmoment bei min−1                         | 450 Nm / 1750–4000              | 550 Nm / 1250–3000              |
| Kraftübertragung                                  |                                 |                                 |
| Antrieb                                           | Permanenter Allradantrieb       | Permanenter Allradantrieb       |
| Getriebe                                          | 8-Gang-Automatikgetriebe von ZF | 8-Gang-Automatikgetriebe von ZF |
| Messwerte                                         |                                 |                                 |
| Höchstgeschwindigkeit                             | 160 km/h                        | 160 km/h                        |
| Beschleunigung, 0–100 km/h                        | 8,6 s                           | 9,9 s                           |
| Kraftstoffverbrauch auf 100 km, kombiniert (WLTP) | 12,9–15,3 l Super               | 10,1–11,8 l Diesel              |
| CO2-Emissionen, kombiniert (WLTP)                 | 293–346 g/km                    | 263–308 g/km                    |
| Tankinhalt                                        | 90 l                            | 90 l                            |
| Wendekreis                                        | 13,5 m                          | 13,5 m                          |
| Abgasnorm                                         | Euro 6                          | Euro 6                          |

## Zulassungszahlen in Deutschland
Seit dem Marktstart 2023 bis einschließlich Dezember 2024 wurden in der Bundesrepublik Deutschland insgesamt 1.450 Ineos Grenadier neu zugelassen.
| 237 \| \| |
|           |

|  |

| 728 \| \| |
|           |

|  |

| 237 \| \| |
|           |

|  |

| 728 \| \| |
|           |

|  |

| 77 \| \| |
|          |

|  |

| 408 \| \| |
|           |

|  |

| 77 \| \| |
|          |

|  |

| 408 \| \| |
|           |

|  |

| 237 \| \| |
|           |

|  |

| 728 \| \| |
|           |

|  |

| 237 \| \| |
|           |

|  |

| 728 \| \| |
|           |

|  |

| 77 \| \| |
|          |

|  |

| 408 \| \| |
|           |

|  |

| 77 \| \| |
|          |

|  |

| 408 \| \| |
|           |

|  |

| 237 \| \| |
|           |

|  |

| 728 \| \| |
|           |

|  |

| 237 \| \| |
|           |

|  |

| 728 \| \| |
|           |

|  |

| 77 \| \| |
|          |

|  |

| 408 \| \| |
|           |

|  |

| 77 \| \| |
|          |

|  |

| 408 \| \| |
|           |

|  |

| 237 \| \| |
|           |

|  |

| 728 \| \| |
|           |

|  |

| 237 \| \| |
|           |

|  |

| 728 \| \| |
|           |

|  |

| 77 \| \| |
|          |

|  |

| 408 \| \| |
|           |

|  |

| 77 \| \| |
|          |

|  |

| 408 \| \| |
|           |

|  |

|  | Benziner (314) |

|  | Benziner (314) |

|  | Diesel (1.136) |

|  | Diesel (1.136) |